# Patrick Power (Bischof)
Patrick Percival Power (* 11. Februar 1942 in Cooma, New South Wales, Australien) ist emeritierter Weihbischof in Canberra-Goulburn.

## Leben
Der Erzbischof von Canberra und Goulburn, Eris Norman Michael O’Brien, spendete ihm am 17. Juli 1965 die Priesterweihe.
Papst Johannes Paul II. ernannte ihn am 8. März 1986 zum Titularbischof von Oreto und zum Weihbischof in Canberra-Goulburn. Die Bischofsweihe spendete ihm der Erzbischof von Canberra und Goulburn, Francis Patrick Carroll, am 18. April desselben Jahres; Mitkonsekratoren waren John Aloysius Morgan, Militärvikar von Australien und Weihbischof in Canberra-Goulburn, und Edward Bede Clancy, Erzbischof von Sydney.
Am 7. Juni 2012 nahm Papst Benedikt XVI. sein Rücktrittsgesuch an.